# 大手前大学の人物一覧
大手前大学の人物一覧（おおてまえだいがくのじんぶついちらん）は、大手前大学に関係する人物の一覧記事。

## 著名な教員
- 柏木隆雄 (元学長・名誉教授）
- 川本皓嗣（元学長・名誉教授）
- 武田恒夫（名誉教授）
- 仲野好重（教授）
- 浜津守（教授）
- 倉田よしみ（教授）
- 吉田菊次郎（客員教授）
- 諸星裕（客員教授）

## 主な元教員
- 米山俊直（元学長・教授）
- 日比野丈夫（元学長・教授）
- 中村直勝（元学長・教授）
- 上垣外憲一（元副学長・教授）
- 中田勇次郎（教授）
- 松村昌家（教授）
- 小室豊允（教授）
- 熱田公（教授）
- ジェフ・バーグランド（教授）
- モンキー・パンチ (教授）
- 村岡健次（教授）
- 平岡定海（教授）
- 冷泉為人（教授）
- 山内昶（教授）
- 千宗守（教授）
- 藤岡喜愛（教授）
- 村上至孝（教授）
- 辻成史（教授）
- 川勝政太郎（教授）
- 今井林太郎（教授）
- 大高順雄（教授）
- 切畑健（教授）
- 木崎国嘉（教授）
- 井汲越次（教授）
- 深瀬基寛（教授）
- 満岡忠成（教授）
- 風間力三（教授）
- 仲野好重（教授）

## OB・OG

### 文学
- やすみりえ - 川柳作家（旧大手前女子大学文学部英米文学科卒）
- 小川佳世子 - 歌人、能楽研究者（大手前大学大学院比較文化研究科）
- 上崎洋一 - 編集者、著作家、俳人（俳号・日野百草）

### 芸能
- 松岡由貴 - 声優、ナレーター（旧大手前女子大学美学・美術史学科卒）
- 畦田ひとみ - 女優（メディア・芸術学部卒）
- 國定拓弥 - 歌手、タレント（元・新選組リアン）

## 在学生

### スポーツ
- 安田祐香 - アマチュアゴルファー（現在社会学部）